# Ginglymia dextella
Ginglymia dextella là một loài ruồi trong họ Tachinidae.